# Mason Cook
Mason Cook, född 25 juli 2000, är en amerikansk skådespelare.

## Film och TV
- Jims värld
- Grey's Anatomy
- The Middle
- The Indestructible Jimmy Brown
- Spy Kids 4D
- Criminal Minds
- Victorious
- Treasure Buddies
- The Cleveland Show
- Mockingbird Lane
- The Incredible Burt Wonderstone
- The Lone Ranger
- Legends
- New Girl
- R.L. Stine's The Haunting Hour
- If There Be Thorns
- Steven Universe
- Grimm
- Speechless